# Adapsilia verrucifer
Adapsilia verrucifer är en tvåvingeart som först beskrevs av Friedrich Georg Hendel 1933.  Adapsilia verrucifer ingår i släktet Adapsilia och familjen Pyrgotidae. Inga underarter finns listade i Catalogue of Life.